# Chuck Wepner
Chuck Wepner est un boxeur poids lourds américain né le 26 février 1939 à New York.
Il est notamment célèbre pour avoir tenu 15 rounds face à Mohamed Ali le 24 mars 1975 avant de finalement s'incliner par K.O. technique. Il a ainsi inspiré le combat de Rocky Balboa face à Apollo Creed dans Rocky. En 1976, il perd lors d'un match exhibition contre le lutteur français André The Giant, inspirant certainement une nouvelle fois le personnage de Rocky qui affronte le lutteur Thunderlips (Hulk Hogan) dans Rocky 3, l'œil du tigre.

## Biographie

### Premier combat
Son premier adversaire est George Cooper. Il pèse 86 kg. Wepner lui pèse à ce moment-là 94 kg. C'est une première pour les deux adversaires. Le combat a lieu le 5 août 1964 au City Stadium de Bayonne dans le New Jersey. Il remporte son premier combat par K.O. à la troisième reprise. Chuck Wepner est déjà âgé de 25 ans.

### Combat contre Mohamed Ali
Ce combat devait être une formalité pour Mohamed Ali. Chuck Wepner est d'ailleurs un boxeur quasi inconnu du grand public. Mais ce 24 mars 1975, il étonne le monde en tenant la distance face à Ali. Dans le neuvième round, il fait chuter Ali au tapis en lui marchant sur le pied comme on peut l'apercevoir sur le ralenti, l'arbitre compte pourtant Ali, Wepner ayant placé un coup au corps au moment de la chute. Cependant, Wepner perd ce combat lors du dernier round par K.O technique ; le rêve est terminé.

### Dernier combat
Le combat a lieu dans le New Jersey et se dispute en 12 reprises pour le titre de champion de l'État du New Jersey. Wepner affiche un poids de 101 kg 400. Son adversaire, le dénommé Scott Frank, est alors invaincu : 4 combats, 4 victoires dont 3 par K.O. Le 26 septembre 1978, Chuck Wepner perd son dernier combat aux points à l'âge de 39 ans.

### Le « vrai » Rocky Balboa
Sylvester Stallone assiste au combat contre Mohamed Ali. Il contacte alors le boxeur. Chuck Wepner raconte : « J’ai parlé, parlé… De ma passion pour Rocky Marciano, qui a donné son prénom au film et dont on retrouve le poster dans la chambre miteuse de Rocky Balboa. De ma femme et de nos confidences. De mon coach et de nos connivences. Lorsque j’ai vu le film, je me suis vraiment retrouvé en terrain de connaissance. Le fameux “Même si je ne gagne pas, j’aurai démontré que je suis là !” est évidemment de moi. »
Dans le film Rocky, le héros résiste jusqu'au bout et perd par décision des juges. Ce qui peut paraître une défaite est en réalité une victoire car il a prouvé qu'il n'était pas un « tocard ». Wepner a donc largement inspiré le personnage mais ce n'est pas son histoire qui est projetée sur grand écran.
Chuck Wepner en voudra beaucoup à Stallone de ne pas avoir perçu de l'argent pour le film, qui sera un succès colossal et engendrera de nombreuses suites et produits dérivés. Il tentera même une action en justice pour toucher sa « part du gâteau ». Il se réconciliera finalement avec l'acteur-réalisateur durant son incarcération.

### Problèmes judiciaires
En 1985, il est arrêté avec 120 grammes de cocaïne. Il est alors condamné à 5 ans de prison, mais sa peine est réduite à 26 mois grâce à un appel clément et à sa bonne conduite.

## Cinéma
- 2016 : Outsider (Chuck) de Philippe Falardeau, interprété par Liev Schreiber